# Alfa
|  | Per a altres significats, vegeu «Alfa (desambiguació)». |

L'alfa és la primera lletra de l'alfabet grec. S'escriu Α en majúscula i α en minúscula. Té un valor numèric d'1. Equival a la A de l'alfabet llatí i deriva de la lletra fenícia àlef. El seu origen gràfic és el cap d'un bou invertit.